# Norracana niveipicta
Norracana niveipicta är en fjärilsart som beskrevs av Sergius G. Kiriakoff 1962. Norracana niveipicta ingår i släktet Norracana och familjen tandspinnare. Inga underarter finns listade i Catalogue of Life.